# Metamicroptera
Metamicroptera is a genus of moths in the family Erebidae.

## Các loài
- Metamicroptera christophi Przybylowicz, 2005
- Metamicroptera rotundata Hulstaert, 1923